# まっ黒なおべんとう

『まっ黒なおべんとう』（まっくろなおべんとう）は、1989年8月1日に新日本出版社から発行された児玉辰春作、長澤靖絵の低学年向け絵本作品（ISBN 4-406-01757-7）。1990年6月12日にアニメーション映画化され、出﨑哲が監督を務めた。被爆45周年記念企画作品で、広島原爆をテーマとした作品である。何の変哲もない弁当を通して、原爆の悲惨さを訴える作品である。

## 概要

### あらすじ
広島県の農村部に生まれ、歯科医を志す13歳の少年、折免滋は1945年8月6日、自宅の畑の家庭菜園で採れた米と麦と大豆で作った炊き込みご飯、大根とジャガイモの油炒めを母・シゲ子に弁当箱に詰めてもらった。決して豊かな食事ではなかったものの、家庭菜園で採れた野菜と穀物を食べられることに対し、滋はとても嬉しがっていた。しかし午前8時15分、爆心地点から600m離れた場所の作業場で、滋は弁当箱と水筒を抱えながら被爆する。弁当の中身は熱線によって炭化してしまった。変わり果てた滋の亡骸を前に、シゲ子は弁当すら食べることも出来ずに息絶えた息子の死を嘆き悲しむのだった。

## 書籍情報
- 『まっ黒なおべんとう』新日本出版社、1989年8月1日 ISBN 4-406-01757-7 ISBN 978-4-406-01757-2

## アニメ映画

### キャスト
- 折免きみえ - 坂本真綾
- ナレーション-富山敬

### スタッフ
- 監督：出﨑哲
- 原作：児玉辰春「まっ黒なおべんとう」（新日本出版社刊）
- 脚本：今泉俊昭
- 作画監督：小林ゆかり
- 音楽：中島優貴
- 上映時間：49分